# Talisman (taoïsme)
Fulu
Pour les articles homonymes, voir Talisman.

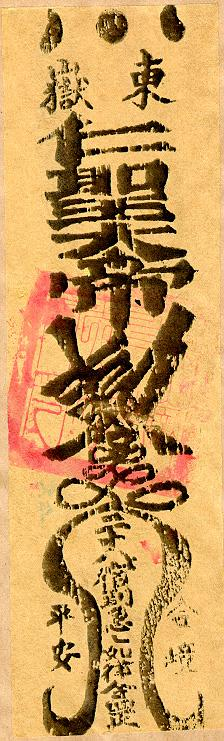
Talisman Fu de la Montagne de l’Est 东嶽 dongyue : « si vous possédez la Forme parfaite de la Montagne de l’Est, vous commanderez les hommes et les esprits » Wuyue zhenxing xulun

Les talismans (fu 符), habituellement utilisés en conjonction avec des incantations (zhou 咒) et des registres (lu 箓), sont des pièces de bois ou de métal, plus récemment de papier coloré (en gén. jaune, rouge ou bleu) couverts de signes figuratifs ou de symboles abstraits, écrits à l’encre noire ou rouge. Dans les milieux taoïstes, ils étaient vus comme des écrits d’origine céleste, des édits du monde spirituel ou des ordres venant d’une divinité, aptes à faire trembler les fantômes et les démons et à les maintenir sous contrôle.
Les registres (lu 箓) en général associés aux talismans, sont des décrets contenant des listes de noms de divinités, de talismans et de diagrammes.
Tous ces documents sacrés, obtenus par coagulation d’énergies cosmiques et transmis par les dieux, sont des contrats qui donnent à leurs détenteurs, le pouvoir sur les troupes divines. Le talisman fu doit sa puissance à sa forme de document émanant des autorités célestes et à la puissance propre de l’écriture. Ils sont utilisés dans les rites de guérison, d’exorcismes, comme procédé apotropaïque, et comme emblème d’autorité.
Les talismans sont constamment présents dans le taoïsme depuis l’émergence des premières communautés au IIe siècle. À toutes les époques, les écrits taoïstes et les manuels de rituels, décrivent et listent de nombreux talismans. On peut même considérer que ces écritures sacrées ont pris corps à partir de souches talismaniques sur lesquelles ont été greffés les récits de leur provenance divine ainsi que des directives rituelles. De leur origine talismanique, elles ont acquise une valeur performative et rituelle, le message doctrinal passant au second plan.             
Le terme fulu (符籙), « talisman & registre », désigne globalement les formules magiques écrites en usage dans le taoïsme, en particulier dans le courant Zhengyi Dao au XXIe siècle, par lesquelles le daoshi (maître taoïste) requiert l’aide des esprits et soumet les forces négatives. Les lu servent également de certificat de daoshi. Les formules courtes écrites sur du papier jaune utilisées par les fidèles comme talismans sont aussi appelées fuzhou (符咒).

## Caractéristiques principales desfulu
Les fu 符, « insignes-talismans », portent des formules en sinogrammes, le plus souvent archaïsants et/ou déformés ou dédoublés, et parfois aussi des diagrammes stellaires, des représentations de divinités ou des symboles à valeur apotropaïque. Ces formules sont en principe difficilement compréhensibles par ceux qui n’ont pas reçu la même initiation que leur auteur, particulièrement celles des écoles post-Song pratiquant le « rite du tonnerre » leifa (雷法), qui apparaissent comme des images et des formes noires mystérieuses. Néanmoins, elles sont toutes lisibles et récitables par les initiés, souvent avec une prononciation différente de celle du langage ordinaire. Le plus souvent écrites en noir sur papier jaune, elles peuvent porter des sceaux rouges. Hormis leur fonction dans les rituels, les fu sont collés dans les habitations, portés sur soi ou dissous et bus en potion pour protéger ou guérir.  
La caractéristique principale des caractères des fu est leur aspect contourné, qui rappelle les volutes des nuages et leur origine en tant que concrétion du souffle céleste. Le plus souvent de type sigillaires ou archaïsants  (« insectes et traces d’oiseaux » 蟲書鳥跡), ils sont appelés « sigillaires célestes et écriture-nuage » (天篆雲書) ou « sigillaires-nuages » (雲篆).
Les talismans une fois calligraphiés par un religieux ou un devin, ne sont opérationnels qu’après avoir été soumis à une série de procédés rituels, sans lesquels les entités inhérentes à leurs cryptogrammes ne pourraient être rendues dynamiques. Accolée à la partie pictographique du talisman, on trouve souvent une incantation ou une injonction (comme sha 杀 « à mort » adressée aux créatures maléfiques). Le pouvoir conjoint du sinogramme talismanique et des injonctions orales garantit l’efficience optimale du talisman.
Les lu ou « registres », appelés aussi « registres religieux » falu (法籙) ou «précieux registres » baolu (寶籙), sont des documents plus longs qui comportent, outre les formules, les noms des dieux et esprits dont le maître taoïste peut requérir l’aide ainsi que leurs images et les symboles associés. Ils commencent par l’énoncé du serment que le daoshi a prononcé lors de son entrée dans l’école, et parfois aussi les règles qu’il doit respecter. Outre leur rôle dans les rituels, ils constituent une preuve de la qualification de leur propriétaire et sont remis lors d’une cérémonie solennelle d’intronisation. Il en existe divers types, selon l’école, le niveau de qualification et le type d’acte qu’ils permettent d’effectuer. On en comptait 120 différents sous les Tang. Le courant Zhengyi actuel, qui regroupe la majorité des écoles en faisant usage, en compte 36.

## Histoire

### Contrats féodaux
Les talismans (fu 符) sont issus de pactes féodaux. À l’époque pré-Han, un contrat (qi 契 ou quan 券) passé entre un souverain et un vassal (ou un haut fonctionnaire) était une sorte de tessère, écrite sur des lattes de bambou, de bois, de la soie,  ou du bronze , . Le support était ensuite cassé ou déchiré en deux de manière que la déchirure soit très irrégulière. Chaque moitié constituait un justificatif (xin 信) pour vérifier les ordres royaux ou pour garantir l’autorité d’un vassal. L’authentification du pacte se faisait en joignant les deux moitiés. Les deux parties juraient de respecter le contrat sous peine d’une punition divine et le serment était scellé avec le sang d’une victime sacrificielle. Chaque justificatif (xin) était sacré. À la cour, ils étaient gardés dans des boîtes de métal précieux ou de pierre et les fonctionnaires les portaient comme des insignes de l’autorité royale.
Le caractère fu 符 en vint par la suite à désigner ces insignes de délégation de pouvoir, particulièrement utilisés durant les guerres, pour la transmission d’informations secrètes. Le Shuowen Jiezi, le premier dictionnaire de caractères chinois, achevé vers l’an 100, indique « Les talismans sont des justificatifs (fu xin ye 符信也), suivant la réglementation Han, utilisez une latte de bambou de 6 pouces de long, divisez la en deux puis réunissez les parties ».
Les talismans taoïstes sont conçus comme des attestations de contrats passés entre les humains et le monde divin. Ils étaient vus comme les exacts fac-similés d’écrits célestes, dérivant leur pouvoir de cette contrepartie céleste détenues par des divinités.

### Origine des talismansfu

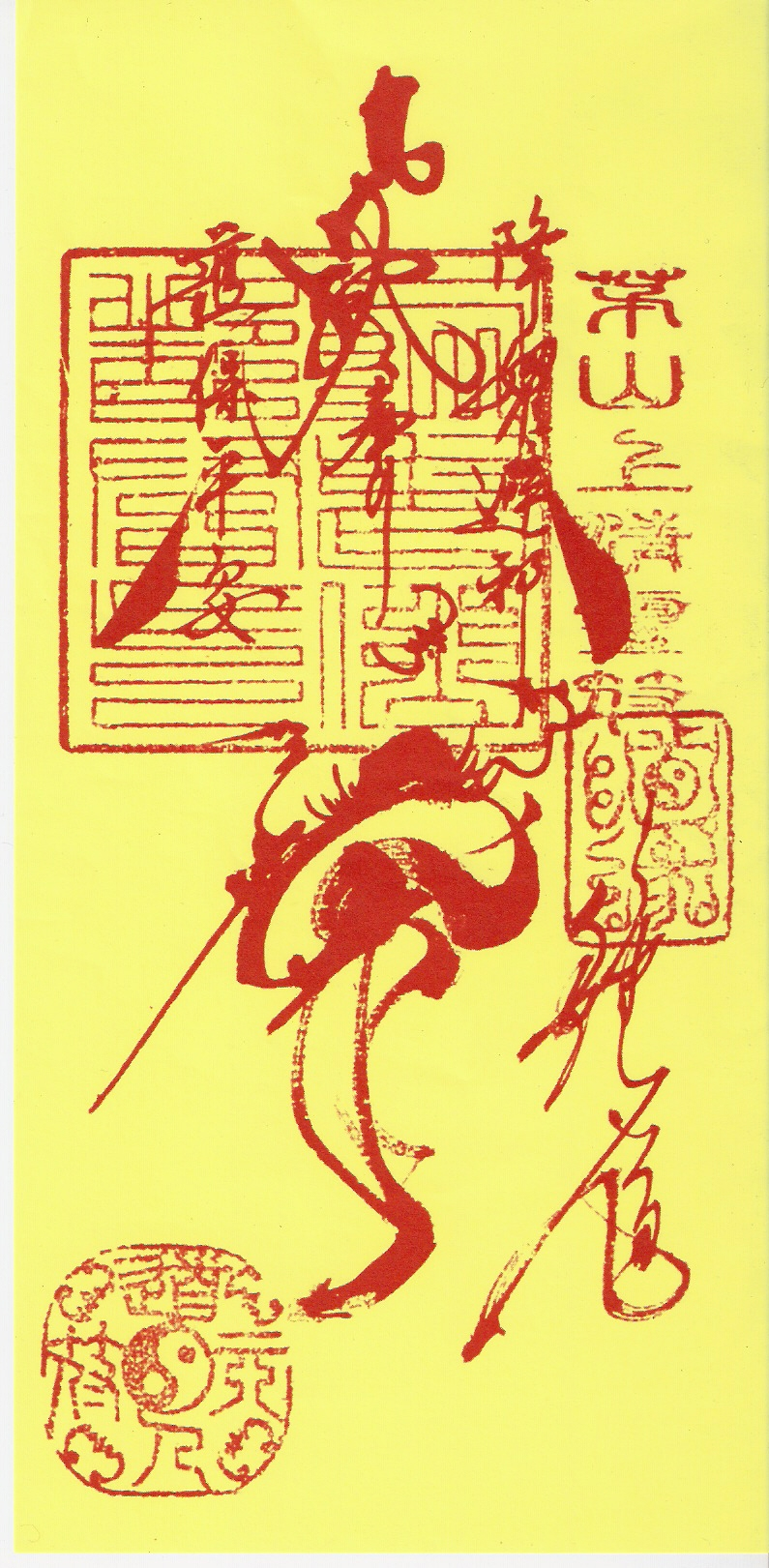
Fu taoïste

Talisman Shangqing

L’utilisation des talismans fu par les sorciers et fangshi est attestée dans les textes de l’époque Han où ils sont appelés yufu (禹符 fu de Yu le Grand) ou wufu (巫符 fu de sorcier).
Les talismans fu furent utilisés dès l’origine de la religion taoïste, c’est-à-dire à partir de l’an 142 quand le Seigneur suprême Lao (personnification du Dao) se manifesta sur un mont du Sichuan à Zhang Daoling, et lui conféra le titre de « Maître céleste » afin d’établir une nouvelle alliance entre les vrais dieux du taoïsme et le peuple.
Les prêtes de la nouvelle religion (appelée la Voie des Maîtres célestes) vont imiter les empereurs en calligraphiant des sortes de documents officiels qu’ils utiliseront lors des rituels. Ils entraient en communication avec la hiérarchie surnaturelle composée d’innombrables « officiers célestes » (tianguan 天官) par le moyen d’échanges épistolaires. Car le monde des esprits était organisé à l’image de la bureaucratie impériale.
La maladie était au cœur de cette nouvelle religion. Pour guérir, le malade était invité à confesser ses péchés ou à reconnaître ceux de ses ancêtres. Le prête calligraphiait une pétition (shangzhang 上章) comportant la requête du patient et la cause présumée de son mal, l’expression de son repentir pour sa faute et la demande pour le secours de l’officier divin approprié . Il cherchait ensuite quel fonctionnaire céleste (du supramonde) était le plus à même de guérir la maladie. Il visualisait différents messagers spirituels sortant de son corps pour délivrer la pétition à ces puissances supérieures.
Il existait de nombreux rituels dans lesquels les talismans fu étaient utilisés. Parfois le croyant-malade après soumission à une pétition de confession, ingérait de l’eau dans laquelle les cendres de talismans étaient mélangées. S'il risquait de se trouver dans une situation dangereuse, il pouvait porter sur lui ou même ingérer un talisman. Les talismans servaient aussi à marquer les espaces sacrés et à représenter les cycles de temps sacrés. Dans la méditation, les fu pouvaient amener l’adepte face à face avec une divinité ou révéler le mécanisme interne du cosmos.
Les talismans sont des graphies à l’encre rouge ou noire, portées sur des pièces rectangulaires de bois, de bambou, de pierre, de soie puis de papier, formées d’une combinaison de vrais caractères chinois, avec parfois des diagrammes de constellations et un dense réseau de lignes droites et ondulées.
Ces figures restent énigmatiques pour le commun des mortels, car elles sont destinées aux dieux qui seuls peuvent les comprendre. Si les talismans sont en partie incompréhensibles, ils ne sont pas pour autant dénués de sens. Leur forme contournée comme des nuages suggère le qi primordial d’où ils sont issus. Écrits performatifs, leur pouvoir d’agir tient à ce qu’ils ne sont pas de simples textes descriptifs mais à ce qu’ils manifestent leur origine divine dans un contexte rituel précis.
À partir de la dynastie Yuan, une partie des écoles taoïstes se joignent au courant Quanzhen qui concentre ses activités sur le monachisme et l’ascèse de l’alchimie interne. Les rituels et savoir-faire magiques associés aux fulu deviennent la spécialité d’un certain nombre d’écoles du Sud qui se regroupent sous la bannière Zhengyi.
Outils rituels de première nécessité pour les adeptes de la Voie des Maîtres célestes, les talismans apotropaïques ne cesseront d’être fabriqués en abondance, par les taoïstes de tout temps et de toute obédience.

### Sources
Dès les Han postérieurs, des recueils de fu apparaissent : Caractères doubles du Livre de la Grande paix (taipingjing fuwen 太平經複文), Les Cinq Talismans de Lingbao (lingbao wufu 靈寶五符), Livre des cinq pousses (wuya zhenwen 五芽真文), Livre des trois empereurs (san huangwen 三皇文).

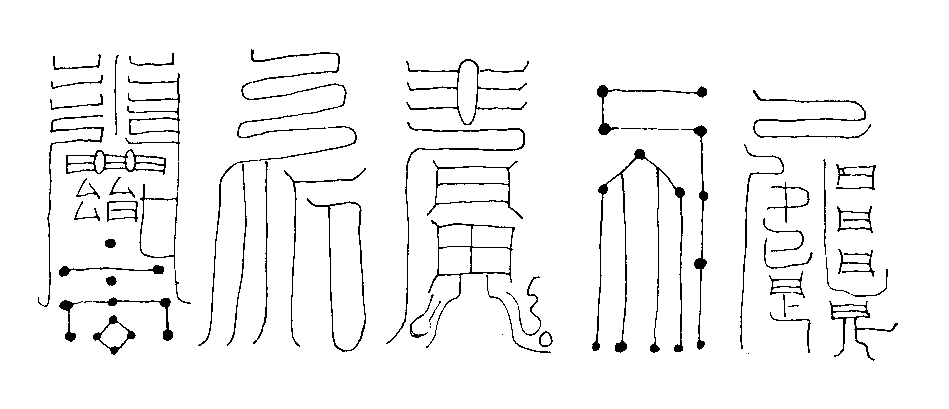
Talismans pour entrer dans la montagne (Baopuzi neipian, chap.17) Avant d’aller dans les montagnes et les forêts, choisis un jour jiayin où tu inscriras les talismans rouges sur de la soie, mets-les sur une table durant la nuit, et face à la Grande Ourse, offre leur un sacrifice de vin et de viande salée. À chacun d’entre eux, présente-toi par ton nom, incline-toi deux fois, et place-les sur le col de ton vêtement. Ça écartera de toi les innombrables fantômes, puissances animiques, tigres, loups, insectes et poisons des montagnes et rivières. (neipian, chap.17 &11)

Talisman Lingbao du Grand mystère pour vivre caché. Caractères 病死 « mort de maladie », 尸 « cadavre », 鬼 fantôme ». Talisman utilisé pour devenir immortel en « simulant un cadavre » shijie 尸解

La quête de l’immortalité a été pendant des siècles au cœur des préoccupations spirituelles des Chinois. Ge Hong laissera en 320 dans son Baopuzi neipian, une défense en règle du caractère rationnel de cette quête et un témoignage vivant des différentes techniques pratiquées à son époque . Les talismans sont souvent présents dans cet ouvrage : il recense 56 types de fu différents.  
Son maître Zheng Yin lui avait dit que les talismans de Laozi (Laojun) étaient des écritures célestes qui lui avaient été transmises par les esprits. Il observait très logiquement « Quand de nos jours quelqu’un utilise un talisman qui se révèle peu efficace, c’est parce qu’il vient de loin dans le passé et que beaucoup d’erreurs de copie se sont accumulées au fil du temps » (Baopuzi Neipian, chap. 29 &4, trad. Ware
)
Une fonction essentielle des talismans est d’assurer une condition de survie de celui qui le porte à la ceinture dans des situations dangereuses :
« [certains] ne savent pas qu’il faut porter des talismans divins, observer des interdits, méditer sur les dieux du corps, garder l’Un véritable ; ceux-là peuvent tout au plus éviter l’apparition de maux internes... Mais que soudain esprits malins, êtres maléfiques, démons des montagnes ou maléfices des rivières s’en prennent à eux et c’est la mort. Ou bien ils ignorent les règles que l’on doit observer pour pénétrer les montagnes [porter à la ceinture des talismans, éviter les jours tabous…] et s’attirent les malheurs des esprits qui les habitent. Ils sont alors mis à l’épreuve par les démons, blessés par les bêtes sauvages, attaqués par les bêtes venimeuses des rivières » (Baopuzi chap. 13, & 7, trad. Ware)
Une autre fonction des talismans concerne la collecte des produits médicinaux dans les montagnes.
« les shizhi 石芝 sont semblables à des champignons en pierre… Ils ne peuvent être vus si on n’a pas jeûné longuement, et si on ne porte pas les « Cinq Talismans du Trésor numineux de Laozi pour rentrer dans la montagne » 及佩老子入山灵宝五符. Quand on en rencontre, on place des amulettes au-dessus, et ils ne peuvent plus se cacher ou se transformer » (Baopuzi chap.11 &3, trad. Ware)

Talisman Lingbao du Nord. Les cinq talismans Lingbao, du Centre, du Nord, du Sud, de l’Est et de l’Ouest, sont carrés

Ces « Cinq Talismans Lingbao (du Trésor numineux) » sont les talismans les plus importants du taoïsme médiéval . D’abord utilisés pour se protéger des forces néfastes par ceux qui pénétraient dans les montagnes, ils devinrent des symboles cosmogoniques ultimes. La transmission de ces talismans se fit par le rituel de sacrifice jiao (醮) qui devint la base des rites taoïstes. Ces talismans décrits dans 太上靈寶五符序 Prolégomène des cinq talismans Lingbao, textes compilés aux IIIe – IVe siècle, y sont présentés comme des emblèmes des Cinq phases et même comme les manifestations de la puissance cosmique.
Le témoignage le plus connu de l’origine des talismans fu, se trouve dans une collection de textes Shangqing, nommés Zhengao 真诰, compilés par Tao Hongjing (456-536). Les talismans sont reliés à la forme primitive de l’écriture, qui a émergé avec la différentiation du Dao au début de l’univers. Les divinités supérieures qui utilisaient cette écriture, l’ont transmise aux humains. Les talismans étaient écrits dans le style sigillaire, dit « sceau des nuages » (yun zhuan 云篆), le plus ancien style de caractères chinois, supposé aussi le plus pur. Ils contiennent des caractères simples comme ceux du Soleil ou de la Lune, parfois doublés ou répétés plusieurs fois, ou d’autres éclatés, avec une partie du caractère à gauche et l’autre à droite, le tout rassemblé en un assemblage mystérieux.

## Communication avec les êtres spirituels

Talisman Shangqing

La communication entre le monde des hommes et celui des divinités peut se faire dans les deux sens : soit les hommes envoient des messages par écrit (talismans fu, pétitions shangzhang) ou par voie orale (prières, incantations zhou) aux êtres de l’au-delà, soit la puissance lumineuse agissante de la divinité, investie dans un objet écrit (talismans fu) ou non écrit (relique, médaille etc.), est utilisée par les hommes pour se protéger des maladies et des forces maléfiques.

### Talismansfu符versusprières
Le taoïsme religieux avec son usage intensif de talismans et d’exorcismes a été considéré comme un méli-mélo arriéré de pratiques magiques et superstitieuses par les bureaucrates confucéens modernes, les missionnaires, les dirigeants communistes chinois et beaucoup de sinologues (d’après Anna Seidel,). Toutefois, on peut se demander pourquoi la communication écrite avec les êtres spirituels serait plus emprunte d’une magie superstitieuse que la communication orale.
La prière est dans le catholicisme une parole adressée par le croyant à Dieu, aux Saints et à la Vierge. Ce peut être une demande de bienfait pour soi ou quelqu’un d’autre, une confession, une prière liturgique (Notre Père). Pour Thomas d’Aquin, la parole prime clairement sur l’écrit, bien qu’il reconnaisse le caractère licite des amulettes contenant des paroles divines,
Dans le taoïsme médiéval, les prêtes pensaient pouvoir renforcer les paroles volatiles des invocations lancées aux divinités en imitant l’autorité des fonctionnaires lettrés qui calligraphiaient des textes – voie de communication fort prestigieuse et estimable.
Cette différence entre talismans-pétitions et prière est aussi expliquée par les sinologues  par le pouvoir magico-religieux attaché aux sinogrammes chinois depuis leur origine. Alors que les écritures alphabétiques se présentent comme une transcription écrite des articulations phonétiques de la parole, les sinogrammes chinois sont apparus comme des interprétations par les devins de craquelures formées sur des carapaces de tortues exposée au feu en réponse aux questions qu’ils posaient aux esprits. Les divinités ne parlent pas mais répondent par écrit aux adeptes. Calligraphier quelques caractères permet d’exprimer les choses à un niveau supérieur à celui de la simple oralité.
De sa première utilisation dans la communication avec le monde surnaturel, l’écriture chinoise a hérité d’une aura sacrée. Savoir écrire le nom d’un démon, donne le pouvoir de le contrôler. La calligraphie peut donc être utilisée en plus des incantations par l’exorciste taoïste pour écrire des talismans protecteurs portant les noms des démons et des divinités redoutables afin de les soumettre. Dans l’évangile selon Luc, on voit Jésus chasser le démons qui avait investi un homme, par une simple injonction orale « Jésus le menaça, disant Tais-toi et sors de cet homme.  Et le démon le jeta au milieu de l’assemblée, et sortit de lui, sans lui faire aucun mal » (LC, 4.35 ).

### Talismansversusreliques, médailles
Georges Minois a passé en revue l’usage en Europe des châsses, reliques, objets consacrés, eau bénite, médailles miraculeuses et bénédictions.
Le culte des reliques dans la Chrétienté a connu un énorme développement au cours du Moyen Âge. Pour les historiens, l’importance accordée aux reliques constitue un des traits fondamentaux de la civilisation médiévale européenne. Aux yeux des premiers chrétiens, l’exemple donné par les martyrs, qui avaient persévéré dans la foi au Christ jusqu’au sacrifice suprême en dépit des supplices qui leur étaient infligés, attestait la présence en eux d’un élément divin. Leurs corps qui étaient devenus temples du Saint-Esprit, ne pouvaient après leur mort que conserver la force du pouvoir surnaturel qui les avait habité. Comme les talismans fu, ils sont porteurs de la puissance prodigieuse de l’au-delà.
Le port de médailles de Notre Dame de Lourdes, d’images de Jésus ou de la Vierge Marie par les catholiques est comparable au port de talismans à la ceinture par les adeptes taoïstes pour se protéger des forces maléfiques.